# Синдром на Айзенменгер
Синдром на Айзенменгер или реакция на Айзенменгер е процесът, при който изместване на сърцето надясно увеличава потока през белодробните съдове, предизвиквайки пулмонална хипертония, натиск върху дясната страна на сърцето и обратното отместване наляво. Състоянието е наречено на Виктор Айзенменгер, който пръв публикува сведения за него през 1897 г.